# Oud Metha (metropolitana di Dubai)
Oud Metha (in arabo عود ميثاء, ʿWd Mīthā) è una stazione della linea verde della metropolitana di Dubai.

## Storia
La stazione di Oud Metha, la cui costruzione iniziò nel luglio 2006 come parte della prima tratta della linea verde, venne inaugurata il 9 settembre 2011 e aperta al pubblico il giorno successivo.

## Strutture e impianti
Oud Metha è una stazione del tipo 2, ovvero una stazione posta interamente su viadotto con due banchine laterali a servizio di due binari. Come tutte le altre stazioni della rete possiede ascensori e percorsi tattili che la rendono accessibile ai portatori di disabilità, insieme a scale mobili e porte di banchina.
A livello architettonico l'esterno della stazione, come per le altre della rete poste in superficie, è costituito da una struttura conica in vetro e pannelli di alluminio che ricorda la forma di un armadillo, all'interno è invece utilizzato il tema Acqua, uno dei quattro presenti nella rete, con l'impiego di colori tendenti al verde nei rivestimenti.

## Servizi
La stazione è dotata di impianto di videosorveglianza.
- Biglietteria a sportello
- Biglietteria automatica
- Ufficio informazioni
- Servizi igienici

## Interscambi
La stazione è servita da diverse autolinee gestite dalla Roads and Transport Authority.
- Fermata autobus